# Путешествие на планету доисторических женщин
«Путешествие на планету доисторических женщин» (англ. Voyage to the Planet of Prehistoric Women) — американский фантастический фильм 1968 года, незначительная переделка фильма-компиляции 1965 года «Путешествие на доисторическую планету». Лента находится в общественном достоянии в США.

## О фильме
Фильм является незначительной переделкой ленты 1965 года «Путешествие на доисторическую планету», которая в свою очередь является грубой переделкой советской картины 1962 года «Планета бурь». Фактически, в «Женщинах…» режиссёр только добавил сцены на поверхности Венеры: помимо различных чудовищ, извержений вулкана и прочее вставлены сцены с амазонками. В фильме присутствует несколько сцен из советского же фильма 1959 года «Небо зовёт».
Также выходил под названиями «The Gill Women» и «The Gill Women of Venus».

## Сюжет
1998 год. С космической станции «Техас» к Венере стартует космический корабль. Однако вскоре после выхода на орбиту Венеры радиосвязь с экипажем пропадает, и тогда к облачной планете стартует на выручку второй корабль. Его экипаж, Уильям Локхарт, Андре Френо и Ганс Вальтерс, прибыв на место, отправляются на поиски пропавших товарищей. На Венере они убивают напавшую на них летающую рептилию, не зная, что ей поклоняются как божеству местные жители, а точнее, жительницы: оказывается, что планета населена очень сексапильными доисторическими амазонками, которые яростно стремятся уничтожить чужаков-богохульников.
Несмотря на природные катаклизмы, вызванные мольбами амазонок к своему ужасному божеству, космонавтам удаётся добраться (при помощи своего человекоподобного робота Джона) до своего корабля и улететь. Разочарованные малой силой своего бога, женщины воздвигают на его место робота Джона, вытащив его из лавы.

## В ролях
| Актёр              | Роль                                                                                         |
| ------------------ | -------------------------------------------------------------------------------------------- |
| Мейми Ван Дорен    | предводительница амазонок Моана                                                              |
| Мэри Марр          | амазонка Верба                                                                               |
| Пэйдж Ли           | амазонка Твила                                                                               |
| Ирен Ортон         | амазонка Мериама                                                                             |
| Геннадий Вернов    | Андре Френо (Элдо Романи) (в титрах не указан), в оригинальном фильме — Алёша                |
| Георгий Тейх       | капитан Альфред Керн (Джеймс Дэвид) (в титрах не указан), в оригинальном фильме — Аллан Керн |
| Владимир Емельянов | Уильям Локхарт (Роберто Мартелли) (в титрах не указан), в оригинальном фильме — Вершинин     |
| Юрий Саранцев      | Говард Шерман (Ральф Филлипс) (в титрах не указан), в оригинальном фильме — Щерба            |
| Георгий Жжёнов     | Ганс Вальтерс (Мюррей Джерард) (в титрах не указан), в оригинальном фильме — Бобров          |
| Питер Богданович   | рассказчик за кадром, один из космонавтов                                                    |

## Факты
- Отрывки из фильма «Путешествие на планету доисторических женщин», в том числе и кадры из оригинального фильма «Планета бурь», использованы при создании клипа «Everything That Is Difficult Will Come to an End» британской группы «Flotation Toy Warning» (2017 год)[2]